# Angellah Kairuki

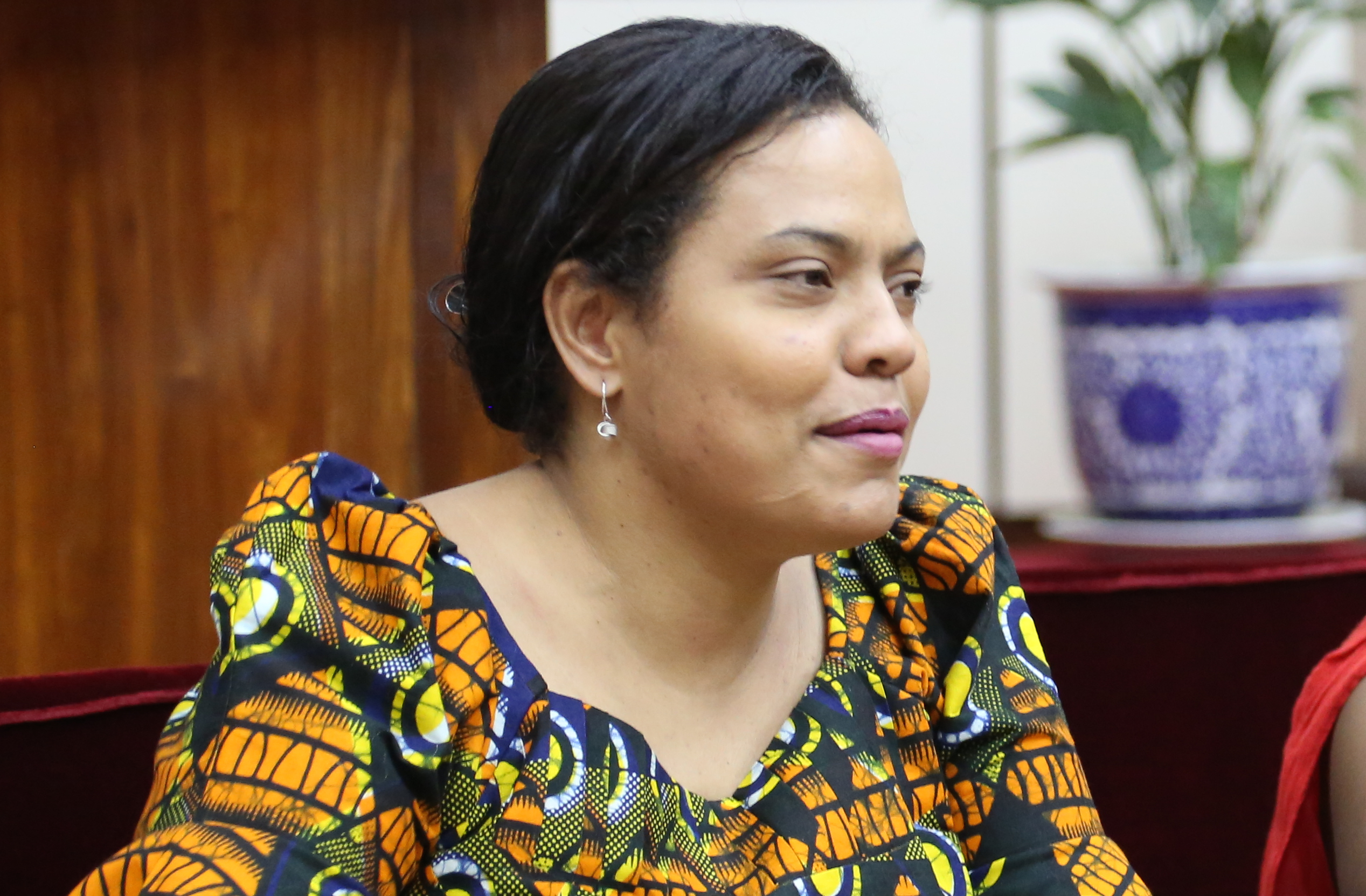
Angellah Kairuki (2014)

Angellah Jasmine Mbelwa Kairuki (* 10. September 1976) ist eine tansanische Politikerin. Sie ist Mitglied der Partei Chama Cha Mapinduzi (CCM), Parlamentsmitglied und seit 2022 Ministerin für Regionalverwaltung und Kommunalverwaltung.

## Leben

### Ausbildung
Angellah Kairuki besuchte die weiterführende Schule in Kilakala, einem Vorort von Morogoro, und die Zanaki-Mädchenschule in Daressalam. Von 1998 bis 2001 studierte sie Rechtswissenschaft an der University of Hull in England und schloss dieses mit einem Bachelor ab. 2002 erhielt sie ein Postgraduierten-Diplom in Rechtswissenschaften der Universität Staffordshire.

### Beruf
Ihre berufliche Laufbahn begann sie 2004 bei einer Anwaltskanzlei. Von 2004 bis 2008 war sie Staatsanwältin, wechselte dann in eine leitende Funktion einer internationalen Mobilfunkgesellschaft.

## Politik
Angellah Kairuki trat 2007 der Partei Chama cha Mapinduzi bei, wo sie 2010 Mitglied des Nationalen Exekutivrates wurde. Im gleichen Jahr erhielt sie einen Sitz im Parlament und wurde Stellvertreterin des Vorstandes im Ausschuss für Verfassung, Recht und Regierungsführung. Von 2012 bis 2015 war sie Vize-Ministerin im Ministerium für Justiz und Verfassungsangelegenheiten.
Nach den Wahlen 2015 berief sie der neue Präsident John Magufuli ins Präsidialamt, wo sie zusammen mit George Simbachawene als Ministerin für die Verwaltung des öffentlichen Dienstes und gute Regierungsführung zuständig war. Im Jahr 2017 wurde sie Ministerin für Mineralien und 2019 übersiedelte sie ins Büro des Premierministers, wo sie als Ministerin zuständig für Investitionen war. Seit 2022 ist sie Staatsministerin für Regionalverwaltung und Kommunalverwaltung.

## Sonstiges
- Forbes: Im Jahr 2013 wurde sie vom Forbes-Wirtschaftsmagazin als eine von „20 jungen Power-Frauen von Afrika“ bezeichnet.[3]
- Entwicklungshilfe für Frauen: 2015 unterzeichnete sie zusammen mit über 30 prominenten Frauen einen offenen Brief an die deutsche Bundeskanzlerin Angela Merkel und die Vorsitzende der Afrikanischen Union Nkosazana Dlamini-Zuma. Darin werden diese aufgefordert, sich beim UN-Gipfel über neue Entwicklungsziele speziell für Frauen einzusetzen, da diese besonders von Hunger und Armut betroffen sind.[4]